# Viale Monza
Viale Monza è un'importante strada radiale di Milano. Ha origine in piazzale Loreto e si dirige verso nord/nord-est, attraversando i quartieri milanesi di Turro, Gorla, Precotto e Villa San Giovanni, terminando al confine comunale con Sesto San Giovanni, dove prosegue con il nome di viale Ercole Marelli verso Monza.

## Storia

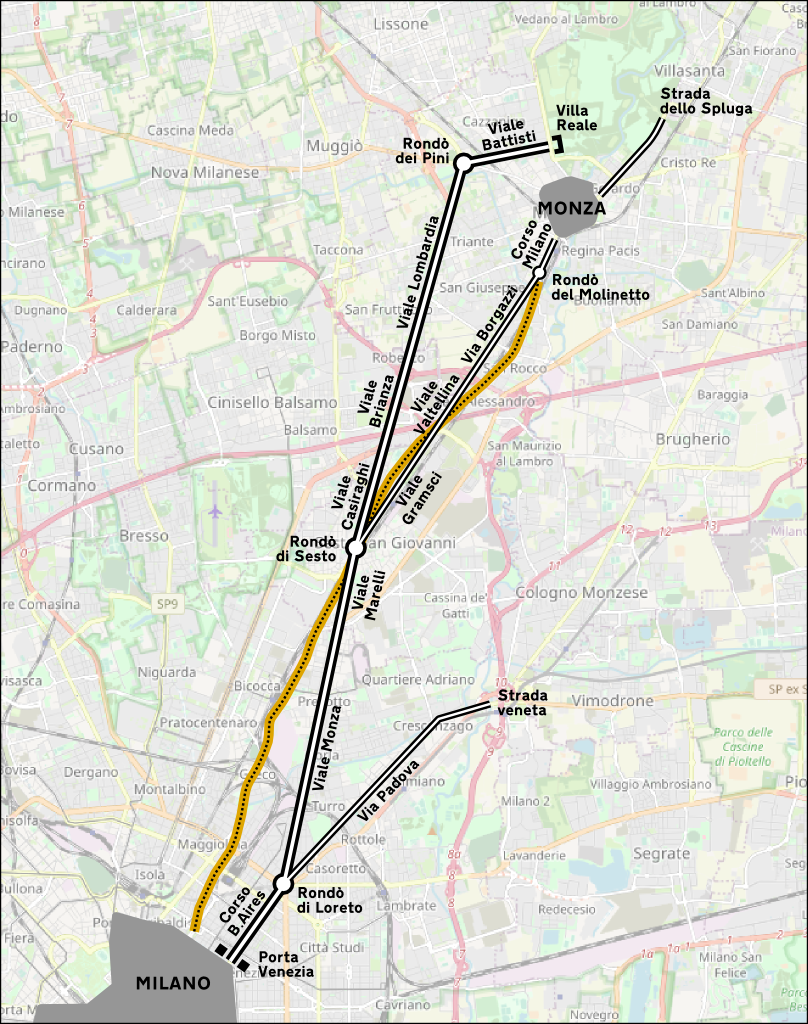
I viali alberati dei primi dell'Ottocento tra Milano e Monza. In giallo l'antica strada per Monza.

Prima della costruzione di Viale Monza, la strada da Milano a Monza aveva origine in Porta Nuova, costeggiava il primo tratto del Naviglio della Martesana, passava per Greco e proseguiva sul sedime dell'attuale via Breda fino al Rondò di Sesto, da lì a Monza passando per San Rocco.
Viale Monza, chiamato inizialmente Imperial Regio Stradone, venne aperto nel 1838 in occasione dell'arrivo a Milano dell'Imperatore Ferdinando I d'Austria per la sua incoronazione come Re del Lombardo-Veneto, avvenuta a settembre di tale anno. La costruzione del nuovo viale, che tagliava a metà i comuni di Gorla e Precotto, fu osteggiata da tali comuni e dai proprietari terrieri: a Gorla il conte Resta provò senza successo a fare resistenza passiva organizzando un sit-in coi suoi familiari e contadini.
Il nuovo viale fu progettato dall'ingegner Carlo Caimi come strada di collegamento rettilineo fra il Rondò di Loreto in Milano, da dove iniziava la  strada verso Crescenzago, vecchia strada romana (l'attuale via Padova, allargato e migliorato nel 1825), al Rondò di Sesto San Giovanni, ove incrociava la vecchia strada per Monza. Nel Rondò di Sesto il vialone si biforcava, a destra seguiva la strada per Monza (rettificata nel 1839), a sinistra il vialone proseguiva verso la Villa Reale con due rettilinei che erano già stati aperti nel 1808.
L'intero tracciato dalla Villa Reale a Milano, pensato come ingresso alla città venendo dall'Austria, era ornato dalla presenza di eleganti filari di platani e si caratterizzava per essere un lungo cannocchiale prospettico, intervallato da coreografiche piazze circolari come il Rondò di Loreto, il Rondò di Sesto e il Rondò dei Pini a Monza. Al giorno d'oggi le uniche alberature sopravvissute - per quanto ovviamente non originali - sono soltanto quelle all'interno del territorio di Sesto San Giovanni, lungo viale Ercole Marelli e viale Casiraghi. 
Già nella seconda metà dell'Ottocento il nuovo viale per Monza divenne la direttrice principale lungo la quale si concentrò lo sviluppo della città e delle sue industrie. I vecchi borghi rurali che vi si affacciavano si trasformarono ben presto in popolosi quartieri industriali, inglobati nella città soltanto nel 1919 (Turro) e nel 1923 (i restanti), anno in cui la città assunse gli attuali confini territoriali. A partire dal 1876 il viale venne percorso dall'"ippovia" Milano - Monza, elettrificata agli inizi del XX secolo.
La maggiore importanza acquisita dal nuovo viale Fulvio Testi già negli anni trenta come variante del tracciato per Monza portò intorno agli anni cinquanta a una diminuzione d'importanza del viale Monza. Successivamente venne interessato dagli scavi per la realizzazione della linea M1 (rossa), aperta nel 1964.
Il viale Monza è stato scenario per diverse edizioni del Giro d'Italia dell'ultima tappa con arrivo a Milano.

## Caratteristiche
Il viale Monza è attraversato all'altezza di Turro da due viadotti ferroviari, realizzati negli anni dieci in concomitanza con la realizzazione della nuova Stazione Centrale e del riassetto del nodo ferroviario milanese. All'altezza di Gorla il viale attraversa con un ponte la Martesana; sulla sponda settentrionale, al civico 140, si trova il locale di cabaret Zelig, noto per aver lanciato numerosi comici italiani e dal quale è stato per un periodo trasmesso il programma televisivo omonimo.

## Edifici notevoli
Sul lato destro:
- al n. 2 (all'angolo con piazzale Loreto) il cosiddetto "Palazzo di Fuoco", costruito dal 1959 al 1962 su progetto di Giulio Minoletti e Giuseppe Chiodi[5].

Sul lato sinistro:
- al n. 355 "le Torri" costruite agli inizi degli anni 70;
- al civico 23, verso la fine del settembre 1943, furono ideati e organizzati le prime Brigate Garibaldi e i Gruppi di Azione patriottica (GAP) presso l'abitazione della famiglia Mazzola[6].

## Trasporti
- Loreto
- Pasteur, Rovereto, Turro, Gorla, Precotto, Villa San Giovanni, Sesto Marelli